# Gianfrancesco Modigliani
Gianfrancesco Modigliani (Forlì, attivo dal 1590 – fino al 1609) è stato un pittore italiano appartenente alla scuola forlivese.

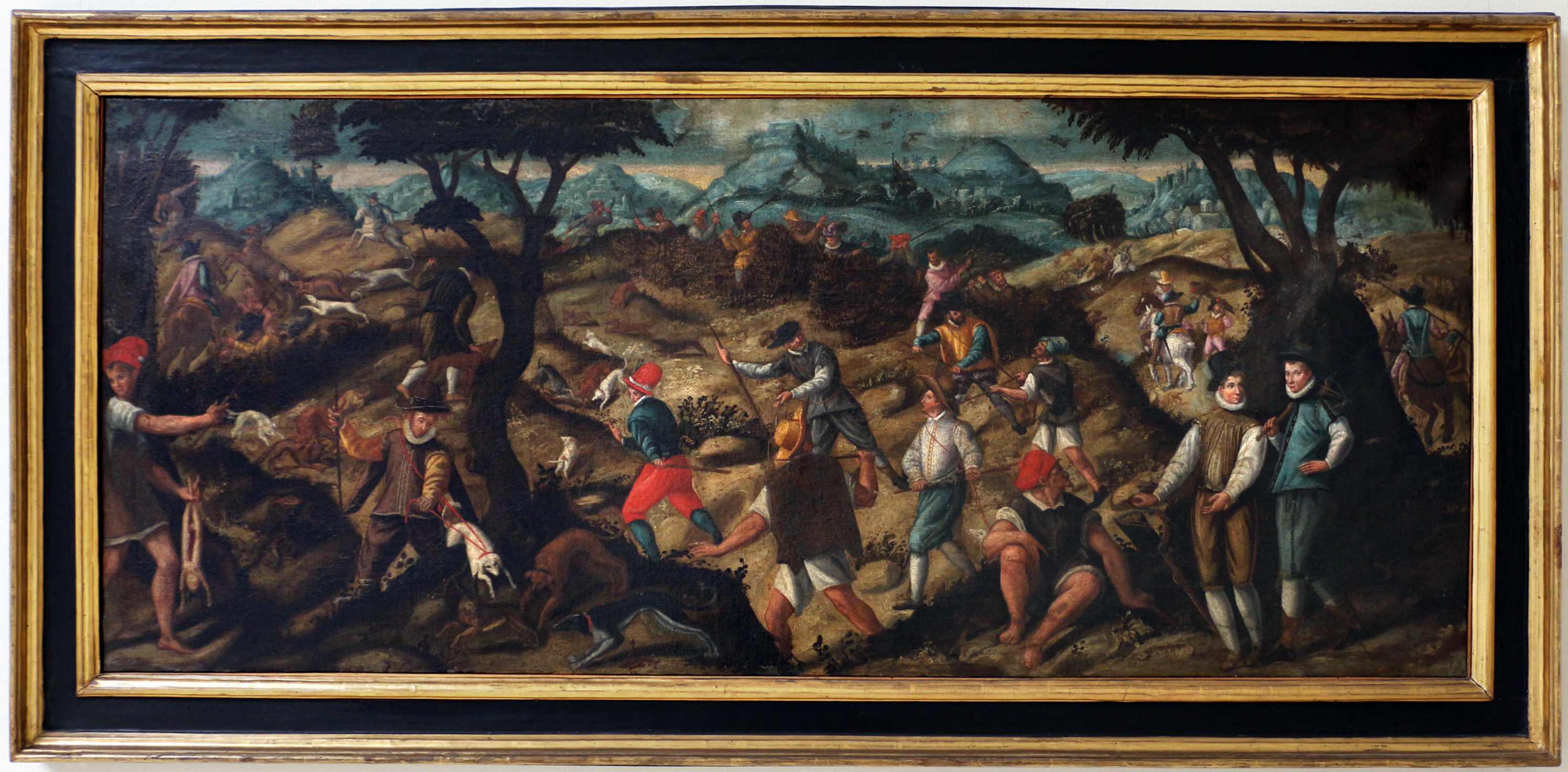
Livio e Gianfrancesco Modigliani, Caccia alla lepre, 1575-1605 ca., Pinacoteca comunale (Ravenna)

Sulla vita di Gianfrancesco Modigliani, chiamato anche Gian Francesco o Giovan Francesco Modigliani, o Modigliana, noto anche come Francesco da Forlì, non si hanno molti dati certi. Tuttavia, è sicuramente documentato negli ultimi anni del XVI secolo e nei primi del XVII.
Era figlio di un altro pittore di scuola forlivese, Livio Modigliani e a volte è difficile distinguere gli apporti del padre e quelli del figlio che lavoravano spesso insieme ed erano aiutati anche da un fratello di Gianfrancesco, Evangelista.

## Formazione e stile
La formazione avviene nella bottega del padre, con il quale collabora nella prima fase della sua carriera, in particolare nelle due tele con le Storie della Madonna di Germania del Monastero del Corpus Domini a Forlì. La collaborazione è evidente anche nel fatto che entrambi firmano l'Annunciazione della Chiesa dei Servi di Cesena (1602). Difficile distinguere l'apporto del padre e del figlio o differenze sostanziali di stile: tentativi di separare le due mani sono in genere risultati infruttuosi.
Dal punto di vista stilistico l'autore si pone in linea con il manierismo in particolare nella sua accezione romagnolo-marchigiana, con affinità con i pittori Andrea Lilio, Federico e Taddeo Zuccari, Filippo Bellini e Simone de Magistris. I tratti comuni sono l'esasperazione delle figure che si inseriscono in strutture con poca ariosità e con pose difficoltose. Anche i colori sono in linea con lo stile, con prevalenza di toni chiari a volte marcati. 

## Opere fondamentali

### Tre telette mariane

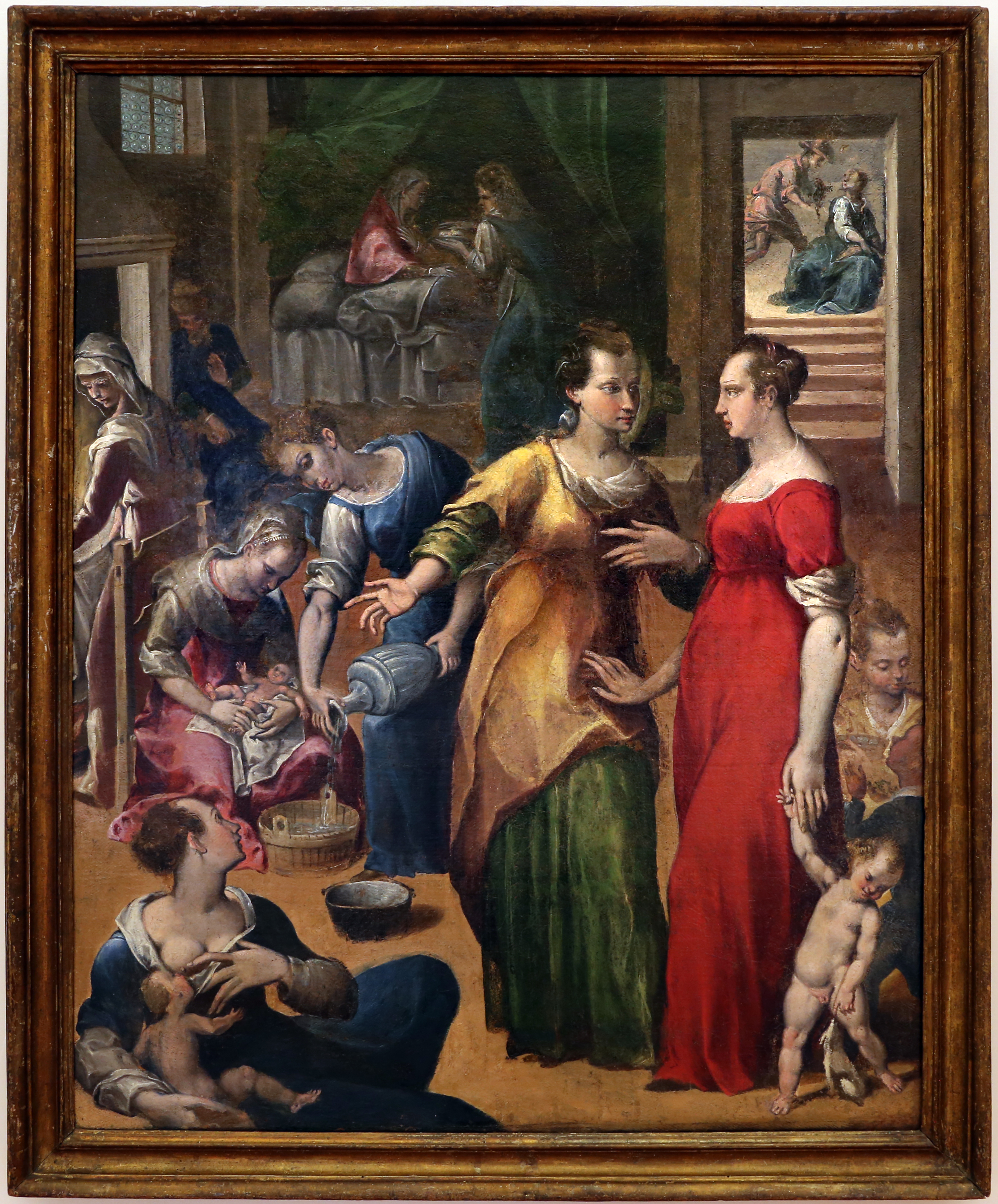
Gianfrancesco Modigliani, Natività della Vergine, 1590-1600 ca, olio su tela, 100x78 cm, Forlì. Pinacoteca civica
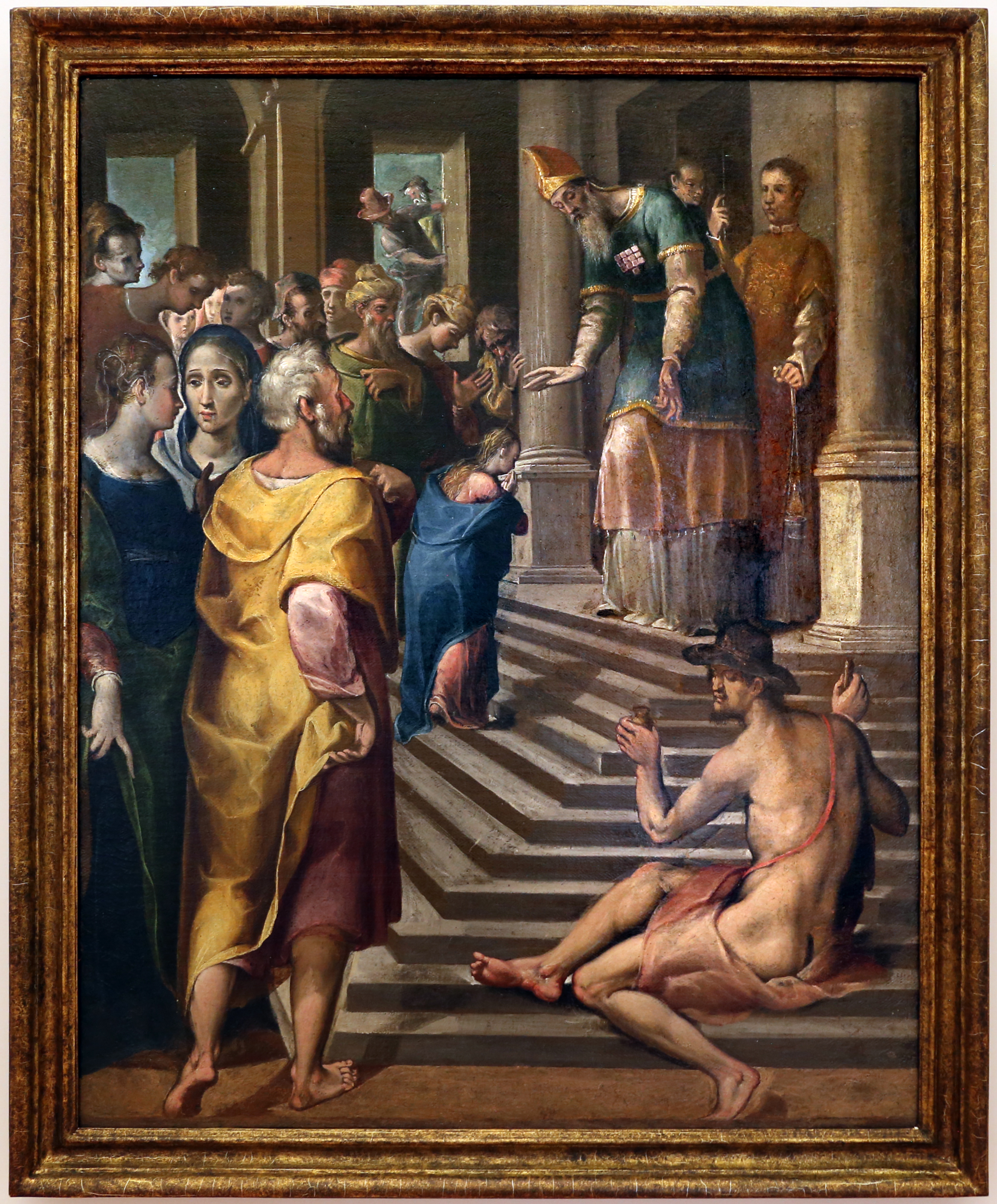
Gianfrancesco Modigliani, Presentazione di Maria al tempio, 1590-1600, olio su tela, 100x78, Forlì, Pinacoteca
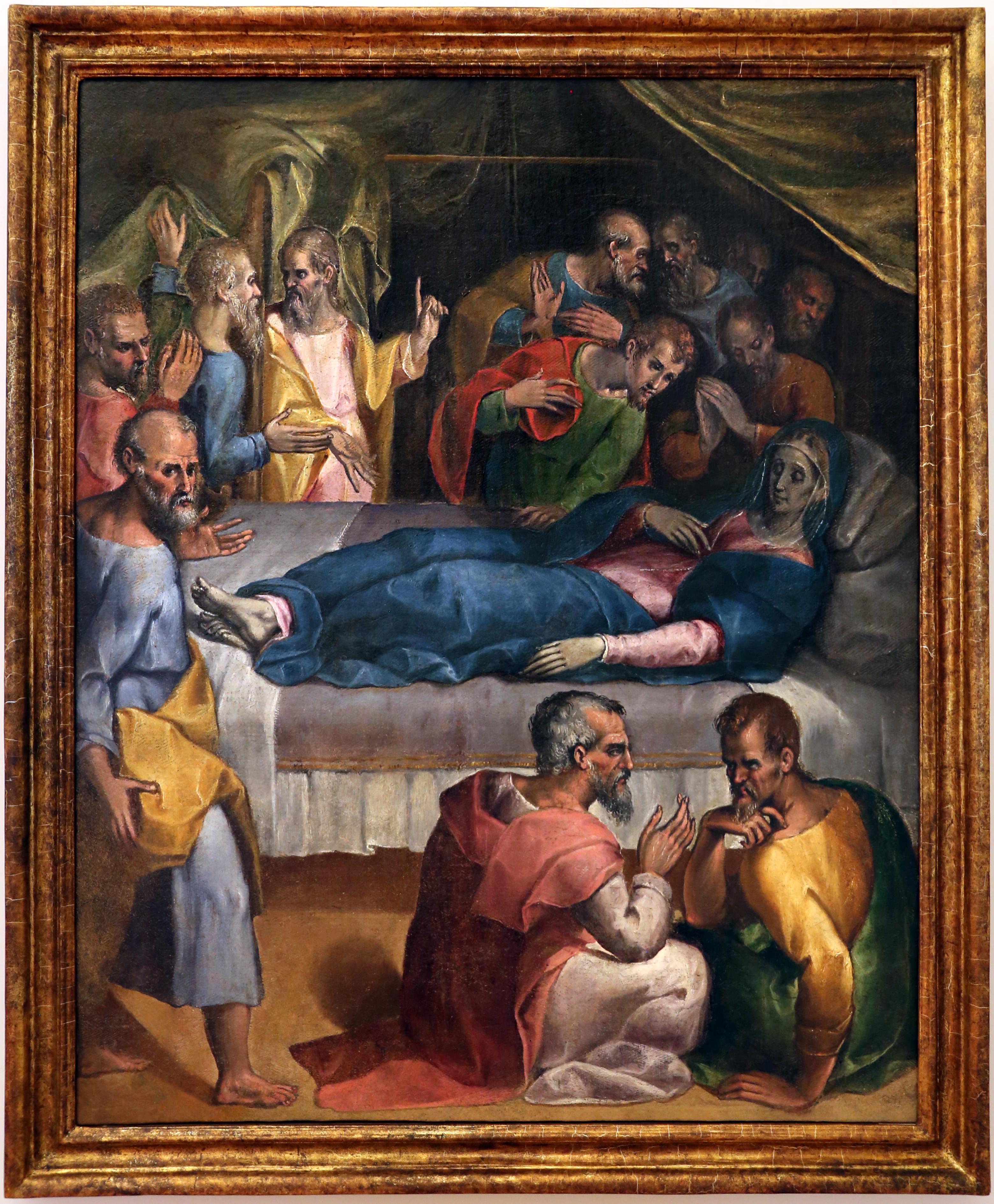
Gianfrancesco Modigliani, Morte della Vergine, 1590-1600 ca, olio su tela, 96x78, Forlì, Pinacoteca civica

Le tre piccole tele in origine avevano tutte la stessa dimensione, ma quella dedicata alla Morte della Vergine si presenta oggi con quattro centimetri tagliati dalla zona inferiore e dunque più piccola. Si trovano nella Pinacoteca Civica di Forlì, ma non sono note le vicende di committenza. Non presentano data né firma e sono stati inseriti nel catalogo di Gianfrancesco Modigliani da Antonio Corbara, dato che precedentemente erano attribuiti a Livio Agresti. Sono da ascriversi al tardo Cinquecento per uno spiccato gusto manierista che si trova in collegamento con il pittore marchigiano Simone de Magistris, per le anatomie allungate e deformate e i colori marcati e con contrasti spiccanti. Probabilmente l'effetto si deve a un contatto che, tramite Roma e i marchigiani, ha portato al pittore influssi di El Greco, la cui carica mistica si ritrova nei personaggi magri e ascetici e nei bagliori luministici della composizione.
Tutte e tre le storie si rifanno alla Legenda Aurea di Jacopo da Varazze e dai Vangeli apocrifi, in particolare dal Protovangelo di Giacomo. Da questo è tratta la scena della nascita di Maria dove si vede Anna semisdraiata su un letto nello sfondo, assistita da una domestica. Più avanti, ma sempre in ombra si vede Gioacchino vicino al fuoco, dove si trova anche una domestica che prepara dei panni per Maria Bambina. La piccola è in braccio a una serva vestita di rosa, mentre un'altra serva, con la veste azzurra, versa dell'acqua in un catino per lavarla. In primo piano compaiono altre donne con bambini di varie età: una allatta in primo piano un neonato, due parlano nel centro indicandosi l'un l'altra la scena del bagno, mentre una tiene la mano a un bimbo più grande, nudo e intento a giocare con un cane. Dietro la donna vestita di rosso ci sono altri due giovinetti di cui uno porge all'altra un bacile di quelli usati dopo il parto. Sullo sfondo si apre una scena più enigmatica, dove sono presenti un uomo e una donna intenti in un dialogo. La disposizione dei personaggi non è fatta in base a un criterio gerarchico, essendo i protagonisti della vicenda collocati in secondo piano rispetto alle figure di contorno, in particolare alle due donne dai vestiti sgargianti che servono da intermediari per la presentazione dell'evento principale. L'apertura nel fondo e la scelta di collocare la figura in primo piano non del tutto all'interno del quadro creano un effetto di complessità degli spazi che prelude al Seicento, ma ancora richiama le difficoltà manieriste.
Nella seconda tela si vede la Presentazione di Maria al Tempio. Maria ha tre anni (nel dipinto appare più grande) e sale la scala, secondo il vangelo apocrifo, senza voltarsi indietro. In cima alla scala la attende il sacerdote Zaccaria dalle vesti orientaleggianti. Intorno sono presenti personaggi che assistono curiosi all'evento, compreso un povero seminudo sulle scale. Anche in questo caso la disposizione dei personaggi e la bizzarria del corpo esposto del povero sono in linea con il Manierismo. Un tratto tipico della Controriforma è invece l'atteggiamento dimesso di Maria, che sale le scale con il capo chino e in atteggiamento umile.
La terza tela rappresenta la Morte della Vergine con un'iconografia tipica del Nord Europa, data la presenza di un letto a baldacchino con la Madonna distesa sopra e gli Apostoli tutto intorno. Si riconosce San Giovanni che si china su di lei e, come vuole la tradizione, si comporta con affetto nei confronti della Madre di Cristo. Altri personaggi gesticolano e particolare rilevanza è data dalle mani. La disposizione dei due personaggi davanti, seduti in pose innaturali è tipica del pittore.
L'atteggiamento della Chiesa nei confronti dei testi apocrifi sta mutando e con la Controriforma si sconsiglia agli artisti di dipingere episodi tratti da essi, tuttavia si vede che Modigliani non si preoccupa troppo di questo dettame e riprende senza molti problemi il tema, ponendosi in queste opere più in linea con il tardo Cinquecento che con il Seicento.

### Madonna con il bambino e i Santi Mercuriale e Valeriano

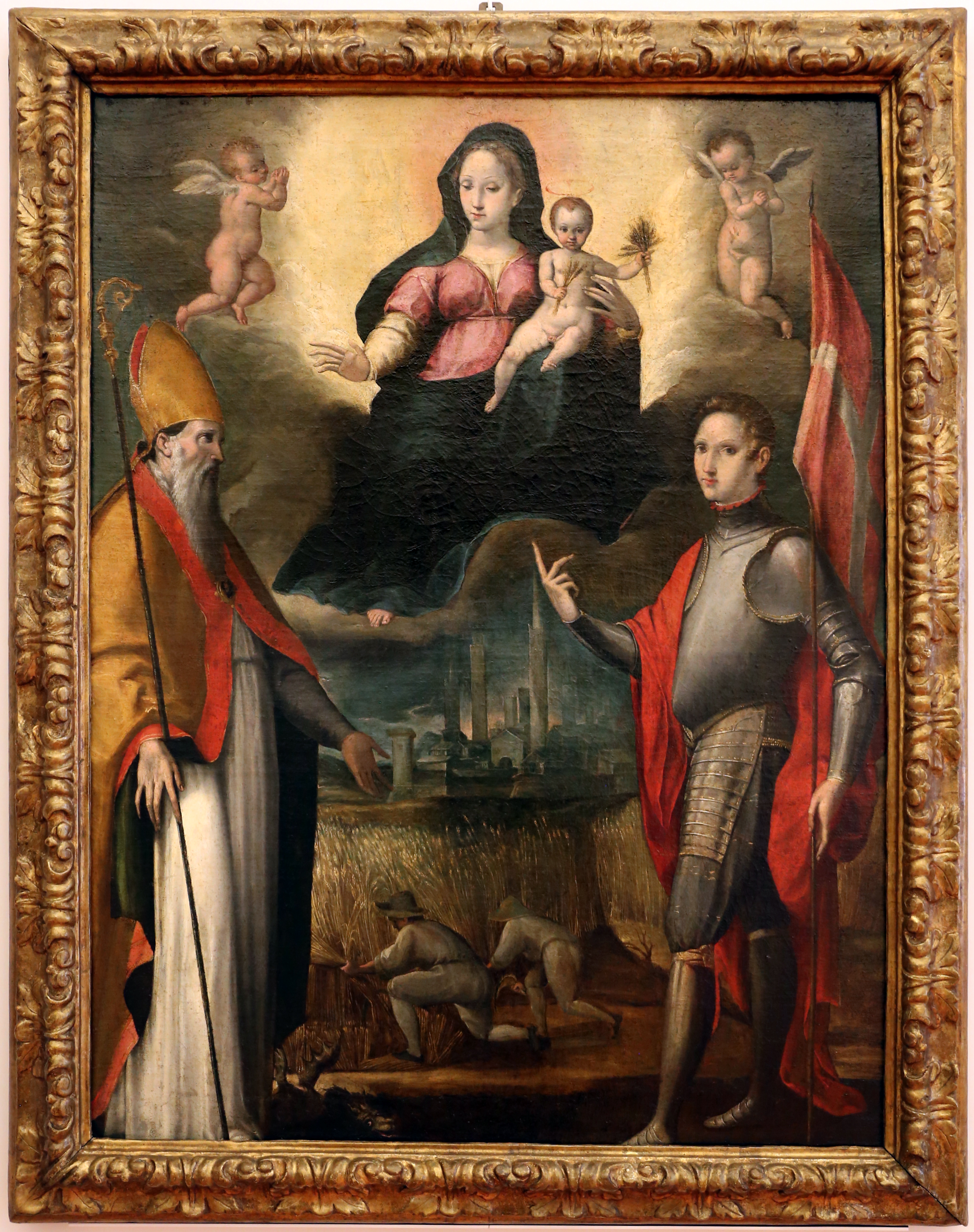
Gianfrancesco Modigliani, Madonna con il Bambino e i Santi Mercuriale e Valeriano, 1590-1600, olio su tela, 95x83, Forlì, Pinacoteca Civica

Il dipinto è una Sacra Conversazione dove si vede Maria con il Bambino in alto fra due angeli e in basso i Santi protettori della città di Forlì, Mercuriale (a sinistra) e Valeriano (a destra). Fra di loro si vede in lontananza la città con una chiesa che richiama le forme della chiesa di San Mercuriale e svariate altre torri, allusive alle torri cittadine. L'immagine è di grande effetto visivo, con le sagome geometriche semplificate e rese con la luce che le modella su un fondo scuro con un effetto quasi metafisico. Davanti alla città si trovano i campi coltivati dove si vedono al lavoro due personaggi umili che raccolgono il grano. In linea con le raffigurazioni di poveri e umili che diventeranno celebri nel Seicento, questa sezione sembra quasi una scena di genere inserita all'interno del quadro religioso. 
I due santi presentano i loro attributi tradizionali. San Mercuriale viene presentato come vescovo, con il pastorale e la mitra, mentre ai suoi piedi è visibile il drago, piccolo e scuro, domato da lui secondo la tradizione. Il santo mostra con una mano alla benevolenza della Madonna l'operosità della gente forlivese, indicando verso le figure impegnate nei campi. San Valeriano è vestito da cavaliere, come da tradizione: indossa l'armatura dalla tipica foggia cinquecentesca e indica verso la Madonna e il Bambino, richiamando i fedeli alla contemplazione del sacro. Il drappo sostenuto dal cavaliere presenta una croce bianca in campo rosso che in genere rappresenta la Resurrezione, ma che a Forlì ricorda anche uno degli stemmi cittadini, poi inserito all'interno dello stemma con un tondo sotto gli artigli dell'aquila.
La Madonna è colta in atto di benedire i santi e la città. Il suo viso, al pari di quelli dei santi, è sereno e dolce in legame con i dettami controriformistici. Tuttavia la sua posa complessa e dinamica, tipica del modo di lavorare di Gianfrancesco Modigliani, richiama gli stilemi manieristici. 
Il colore è pieno e ricco, con attenzione all'uso ben calibrato del rosso, mentre la luce circonda la Vergine, lasciando in ombra la parte sottostante, dando così modo dal pittore di definire le profilature con guizzi chiari su un fondo scuro con un felice effetto pittorico.

### Sposalizio di Santa Caterina alla presenza di una suora novizia

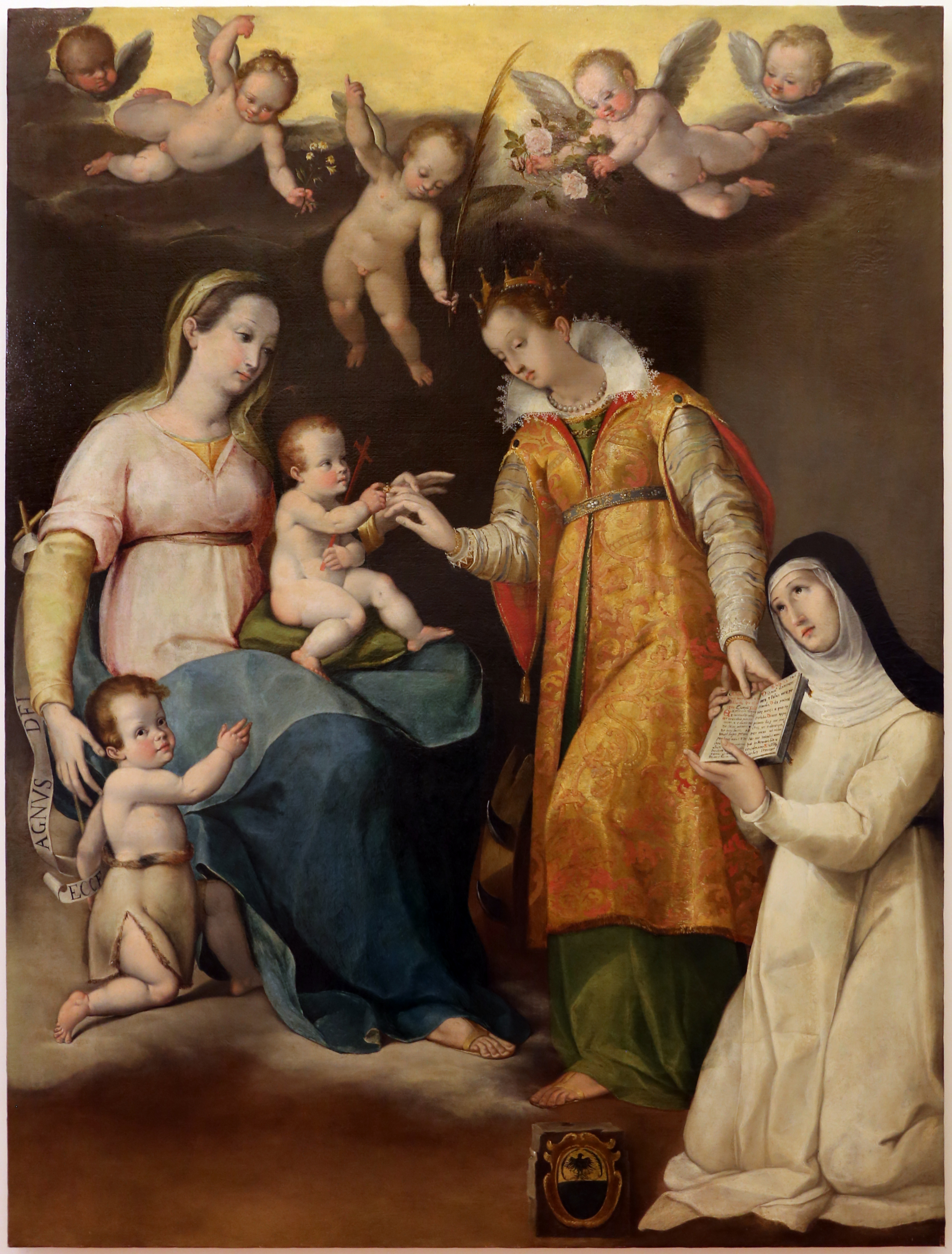
Gianfrancesco Modigliani, Sposalizio di Santa Caterina alla presenza di una suora novizia, 1590 ca, olio su tela, 195x144, Forlì, Pinacoteca civica

L'opera rappresenta lo Sposalizio mistico di Santa Caterina d'Alessandria. La Santa, elegante e con una ricca veste arancione, riceve l'anello da Gesù Bambino in braccio alla madre. A fianco della Madonna si trova San Giovanni Battista Bambino, in alto dei putti di cui uno porge a Santa Caterina la palma del martirio. Gli altri angioletti porgono invece delle rose e fiori bianchi: questa usanza richiama la pratica, durante la Messa di Pentecoste, di gettare fiori come simbolo dell'elargizione dei doni dello Spirito Santo. Più particolare è la scelta di raffigurare la Madonna su una nuvola sospesa appena sopra la terra e la presenza della monaca a cui Santa Caterina passa un libro con la Regola. La presenza della monaca è spiegabile in quanto il dipinto proviene dalla soppressa Chiesa di Santa Caterina a Forlì. Secondo quanto riporta Giordano Viroli, riferendosi a opinioni riportati da Filippo Guarini, il quadro era erroneamente attribuito a Sebastiano Menzocchi e si trovava nella Sagrestia della suddetta chiesa soppressa. Per confronto stilistico viene ora attribuito con certezza a Gianfrancesco Modigliani. Vicino ai piedi della novizia si trova lo stemma della famiglia Palmeggiani, non però pienamente rispondente all'effettivo stemma della famiglia, perché ha colori differenti.
Il colore è ricco e corposo, in particolare i toni del giallo e dell'arancione, usati per mettere in rilievo il cielo e la ricca veste di Santa Caterina. Molto efficaci anche gli incarnati rosei che, uniti al colore chiaro dei vestiti della Vergine e della novizia, rendono le figure luminose.

## Elenco opere
- A Forlì,
  - Nella Pinacoteca civica, si trovano:
    - Tre telette mariane: Natività della Vergine; Presentazione della Vergine al Tempio; Morte della Vergine
    - I quattro dipinti delle Storie eucaristiche (L'Agnello Pasquale; Incontro di Abramo con Melchisedec; Profanazione dell'Ostia; Cristo che comunica gli Apostoli)
    - Madonna con il Bambino e i Santi Mercuriale e Valeriano
    - Sposalizio di Santa Caterina alla presenza di una suora novizia

  - Nel Monastero del Corpus Domini si trovano:
    - Due tele dedicate alla "Madonna di Germania": Ritrovamento della Madonna di Germania e Costruzione del Santuario dedicato alla Madonna di Germania
    - Le sante Caterina d'Alessandria e Cecilia

  - Nella Chiesa di Santa Maria del voto in Romiti si trovano quattro santi dipinti su tavola (Cosma, Damiano, Francesco d'Assisi, Andrea).
  - Nella Chiesa di Santa Maria del Fiore si trovano dipinti nei pennacchi quattro profeti
- A Cesena, nella Chiesa di San Domenico:
  - La Madonna del Carmine, i Santi Girolamo, Francesco d'Assisi, Giovanni Battista e santa Martire
- A Cesenatico, nella Chiesa dei Cappuccini, ossia Chiesa dei Santi Nicola di Mira e Francesco d'Assisi:
  - San Michele
- A Montiano chiesa di Sant'Agata: 
  - Madonna con il Bambino in gloria fra le sante Agata e Lucia (pala 1609)